# Apioclypea nypicola
Apioclypea nypicola är en svampart som beskrevs av K.D. Hyde, J. Fröhl. & Joanne E. Taylor 1998. Apioclypea nypicola ingår i släktet Apioclypea och familjen Clypeosphaeriaceae.   Inga underarter finns listade i Catalogue of Life.